# Thüringen Büro Brüssel
Die Vertretung des Landes Thüringen bei der Europäischen Union (kurz auch Thüringen Büro Brüssel) ist die Landesvertretung Thüringens bei der Europäischen Union mit Sitz in Brüssel. Sie unterstützt das Land in der Umsetzung seiner Europapolitik.

## Organisation
Das Büro des Landes Thüringen bei der EU in Brüssel ist dem Thüringer Minister für Bundes- und Europaangelegenheiten, Sport und Ehrenamt und Chef der Staatskanzlei Stefan Gruhner unterstellt.

## Aufgaben und Ziele
Die Vertretung des Landes Thüringen bei der Europäischen Union nimmt die Interessen des Landes auf europäischer Ebene wahr und vermittelt Informationen zwischen der EU und der Landesregierung. Die Landesvertretung pflegt im Rahmen der Netzwerkarbeit direkte Kontakte zu den EU-Institutionen und vermittelt Thüringer Vertretern aus Politik und Wirtschaft geeignete Ansprechpartner.